# Marthe Kristoffersen
Marthe Kristoffersen, née le 11 août 1989 à Karlsøy, est une fondeuse norvégienne. 

## Carrière
Elle fait ses débuts en Coupe du monde en novembre 2007 lors d'une épreuve de 10 km où elle termine à la 19e place. Elle a participé à une seule édition des Jeux olympiques d'hiver en 2010 à Vancouver avec une 20e place sur le 30 km et une 48e sur le 10 km. En championnats du monde, elle a pris part à deux éditions en 2009 à Liberec et en 2011 avec pour meilleur résultat une 4e sur le relais. Enfin en Coupe du monde, son meilleur classement est une sixième place au général et une cinquième place sur l'épreuve de la distance lors de la même saison en 2012, elle y compte deux podiums en individuel mais aucune victoire, le premier fut obtenu en mars 2009 à Lahti.

## Palmarès

### Jeux olympiques d'hiver
Elle a participé à une seule édition des Jeux olympiques d'hiver en 2010 à Vancouver avec une 20e place sur le 30 km et une 48e sur le 10 km.
| Épreuve / Édition | Épreuve / Édition | Vancouver 2010 |
| 10 km             | 10 km             | 20e            |
| 30 km             | 30 km             | 48e            |

### Championnats du monde
| Épreuve / Édition | Épreuve / Édition | Liberec 2009 | Oslo 2011 |
| Sprint libre      | Sprint libre      | 8e           |           |
| Poursuite 15 km   | Poursuite 15 km   |              | 15e       |
| 30 km             | 30 km             | 12e          |           |
| Relais            | Relais            | 4e           |           |

### Coupe du monde
- Meilleur classement général : 6e en 2012.
- Meilleur classement final au Tour de ski : 5e en 2012.
- 6 podiums : 
  - 2 podiums individuels, dont 2 troisièmes places.
  - 4 podiums par équipes, dont 2 victoires.
- 4 podiums lors d'étapes de mini-tour.

### Championnats du monde junior
- 2 médailles d'or en relais en 2008 et 2009.
- 1 médaille d'argent au 5 km en 2007.